# Борд (Атлантические Пиренеи)
Борд (фр. Bordes) — коммуна во Франции, находится в регионе Аквитания. Департамент — Атлантические Пиренеи. Входит в состав кантона Валле-де-л’Ус и дю Лагуэн. Округ коммуны — По.
Код INSEE коммуны — 64138.

## География

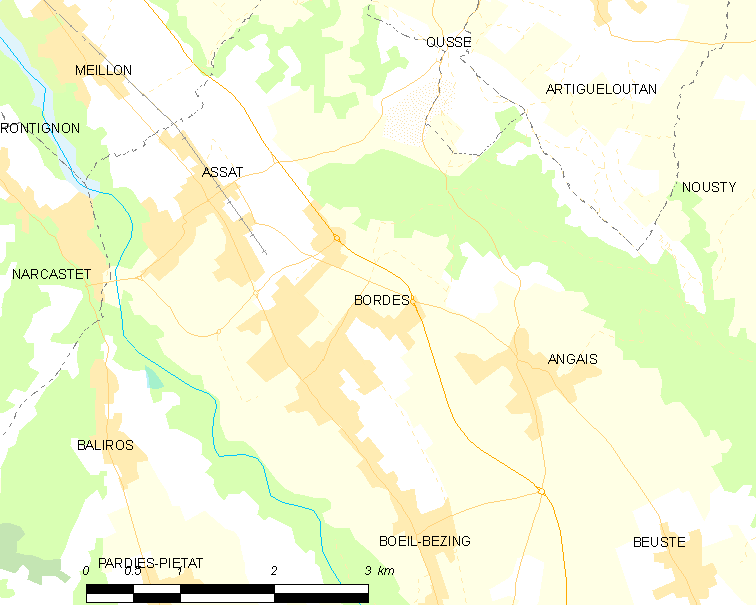
Карта коммуны

Коммуна расположена приблизительно в 660 км к югу от Парижа, в 180 км южнее Бордо, в 11 км к юго-востоку от По.
На юго-западе коммуны протекает река Гав-де-По, а на северо-востоке — река Лагуэн.

### Климат
Климат тёплый океанический. Зима мягкая, средняя температура января — от +5°С до +13°С, температуры ниже −10 °C бывают редко. Снег выпадает около 15 дней в году с ноября по апрель. Максимальная температура летом порядка 20-30 °C, выше 35 °C бывает очень редко. Количество осадков высокое, порядка 1100 мм в год. Характерна безветренная погода, сильные ветры очень редки.

## Население
Население коммуны на 2010 год составляло 2485 человек.
| 1962 | 1968 | 1975 | 1982 | 1990 | 1999 | 2010 |
| ---- | ---- | ---- | ---- | ---- | ---- | ---- |
| 1240 | 1397 | 1563 | 1687 | 1652 | 1941 | 2485 |

## Администрация
| Период | Период | Фамилия         | Партия                         | Примечания |
| ------ | ------ | --------------- | ------------------------------ | ---------- |
| 1971   | 1989   | Андре Лак-Перас |                                |            |
| 1989   | 2008   | Жан Саль-Лусто  | Союз за французскую демократию |            |
| 2008   | 2020   | Серж Кастеньо   |                                |            |

## Экономика
В 2010 году среди 1504 человек трудоспособного возраста (15-64 лет) 1154 были экономически активными, 350 — неактивными (показатель активности — 76,7 %, в 1999 году было 64,4 %). Из 1154 активных жителей работали 1060 человек (567 мужчин и 493 женщины), безработных было 94 (47 мужчин и 47 женщин). Среди 350 неактивных 124 человека были учениками или студентами, 102 — пенсионерами, 124 были неактивными по другим причинам.

## Достопримечательности
- Церковь Св. Германа Осерского (1872 год)[4]